# كريستين جيتي
كريستين جيتي (بالفرنسية: Christine Citti)‏ (و. 1962  م) هي ممثلة، وكاتبة سيناريو، وممثلة أفلام، ومخرجة أفلام فرنسية، ولدت في فرنسا.

## وصلات خارجية
- كريستين جيتي على موقع IMDb (الإنجليزية)
- كريستين جيتي على موقع ألو سيني (الفرنسية)
- كريستين جيتي على موقع ميوزك برينز (الإنجليزية)
- كريستين جيتي على موقع أول موفي (الإنجليزية)
- كريستين جيتي على موقع قاعدة بيانات الأفلام السويدية (السويدية)
- كريستين جيتي على موقع قاعدة بيانات الفيلم (الإنجليزية)
- كريستين جيتي على موقع كينوبويسك (الروسية)